# Comté de McCreary
Le comté de McCreary est un comté de l'État du Kentucky, aux États-Unis. Son siège est Whitley City.

## Histoire
Le comté a été fondé le 12 mars 1912 et nommé d'après James B. McCreary. Le comté de McCreary a été formé à partir de territoires des comtés de Wayne, Pulaski et Whitley. À ce jour c'est le dernier comté créé de l'État du Kentucky.

## Géographie
Selon le recensement de 2000, le comté a une superficie totale de 1 115,4 km2, dont 1 107,7 km2 (99,32 %) de terre et 7,7 km2 (0,68 %) d'eau.